# Eugenio Fojo
Eugenio Fojo y Márquez (nacido en Guantanamo, Cuba el 17 de abril de 1889 y fallecido en Orduña, Bilbao el 6 de febrero de 1960).
Fue un creador de rosas modernas nuevas que fundó "La Florida", el vivero de plantas y la empresa de paisajismo de jardinería más reconocida en la década de 1930 en el norte de España y el País Vasco. Su rosa 'Irene Churruca' todavía se vende como una de las rosas clásicas de la época.

## Biografía
Fojo nació en Cuba en 1889. Su padre estaba allí destinado en el ejército colonial español. Fojo creció en el País Vasco del norte de España. Cuando tenía 25 años, Fojo se convirtió en un aprendiz de hibridador de rosas en Cataluña bajo la tutela de Simon Dot y su hijo Pedro Dot, el famoso creador de rosas. Pedro nombró finalmente una de sus nuevas variedades de rosa en honor de Eugenio.
Fojo estuvo estudiando en Inglaterra, Italia, Estados Unidos, Suiza y Alemania antes de volver a montar un negocio en Bilbao. Probablemente el capital realizado en la inversión de los viveros era proveniente de adinerados mecenas de la aristocracia. Fojo comenzó en La Florida en Erandio Asua (Vizcaya), un vivero de plantas, una empresa de diseño del paisaje y de hibridación de rosas que tuvo mucho éxito.
El mismo Fojo adoptó una visión modesta de su creación de nuevas rosas:
No tengo más cosas, si se me permite decirlo, de partes y piezas. Yo no soy un Hibridador de la clase más alta, pero me siento orgulloso de colocar mis creaciones junto a las de mis amigos, que están entre los más altos cumplidores.

## Rosas
En la lista elaborada por Friera de las Rosas de España enumera las rosas Fojo en el orden en que fueron introducidas:. "Su primera rosa fue creada en 1932 y fue, por supuesto, con el nombre 'La Florida' por su vivero. Era de un color salmón distinto y le ganó un diploma de mérito en Barcelona del concurso de rosas convocado en Pedralbes.... después de esto, en 1933 se nombró 'Villa de Bilbao' por su amada ciudad. En el mismo año se creó 'Serafina Longa'. Y en 1934 produjo 'Irene Churruca ", que con gran triunfo, ganó la Medalla de Oro Floral, también en Barcelona.... en 1935, creó 'Señora de León Aujuria', no es una rosa que cualquiera pueda cultivar. La 'Monte Igueldo' salió en 1944;. 'Condesa de Benahavis' en 1949 fue muy agradable, considerada como una rosa perfecta, tenía un atractivo tono rosa salmón, excelente perfume y muestra una floración continua. Después de esto vino 'Gloria de Grado' (1950), y finalmente una llamada 'Marquesa de Narros'."
'Marquesa de Narros' a veces erróneamente masculinizado como 'Marques de Narros'.
La Florida también consiguió 'Embajador Lequerica' — "flores de color fresa-rosa, amarillo indio en el reverso en la base que pasa a rojo ladrillo en los bordes" – en 1962.
De estas rosas 'Irene Churruca' (por lo general aparece en las fuentes anglófonas como 'Golden Melody') sigue siendo la más admirada y más cultivada. Está en la lista de los viveros de "California Vintage Gardens":
Las grandes pétalos con pálido sombreado cremoso al albaricoque de oro en el corazón. Una flor de inmensa belleza y fragancia compleja. Un gran clásico perdido…
'Irene Churruca' se encuentra en la Rosaleda de la Fundación de Carla Fineschi en Italia; en el Europarosarium de Sangerhausen en el norte de Alemania; en Mottisfont Abbey en Inglaterra; en la Australian National Rose Collection en  Renmark y en muchos otros.

### Las rosas de Fojo
Esta lista de las rosas conocidas ha sido recopilada de Friera, Rosas de España y el enlace de internet Help Me Find Roses entry for Fojo, Eugenio. También se ha consultado la lista de internet de las rosas españolas de "Amics de les Roses de Saint Feliu de Llobregat". La rosa 'Eugenio Fojo' se ha añadido para completar la lista aunque esta fue creada por Pedro Dot, y no por el mismo Fojo.
| Nombre                   | Fecha | Tipo          | Color                        | Existente   |
| ------------------------ | ----- | ------------- | ---------------------------- | ----------- |
| 'La Florida'             | 1932  | Híbrido de té | Salmón-naranja               | Sí          |
| 'Villa de Bilbao'        | 1933  | Híbrido de té | Rojo Cardenal                | Desconocido |
| 'Serafina Longa'         | 1934  | Híbrido de té | Rosa antigua color rosa      | Sí          |
| 'Irene Churruca'         | 1934  | Híbrido de té | Mezcla de cremas             | Sí          |
| 'Señora de León Aujuria' | 1935  | Híbrido de té | Naranja                      | Desconocido |
| 'Monte Igueldo'          | 1944  | Híbrido de té | Rojo oscuro                  | Sí          |
| 'Condesa de Benahavis'   | 1949  | Híbrido de té | Salmón-rosa                  | Sí          |
| 'Gloria de Grado'        | 1950  | Híbrido de té | Rosa carmín tintado          | Desconocido |
| 'Marquesa de Narros'     | 1951  | Híbrido de té | Salmón rosa                  | Sí          |
| 'Eugenio Fojo'           | 1953  | Pernetiana    | Vermellón                    | Sí          |
| 'Embajador Lequerica'    | 1962  | Pernetiana    | Rosa-fresa, reverso amarillo | Desconocido |